# Зальцман Ісаак Мойсейович
Ісаак Мойсейович Зальцман (26 листопада (9 грудня) 1905, Томашпіль — 17 липня 1988, Ленінград) — радянський організатор виробництва і державний діяч.

## Життєпис
Народився 26 листопада (9 грудня) 1905 року в містечку Томашпіль у родині кравця-єврея. Старший із 5 дітей. Батько постраждав під час погрому під час Громадянської війни і незабаром помер .
З 1919 року Ісаак працював на цукровому заводі в Україні. У 1924 році вступив до лав комсомолу, з 1928 року — член ВКП (б).
У 1933 році закінчив Одеський політехнічний інститут . Після закінчення інституту працював змінним майстром на заводі «Червоний путіловець» в Ленінграді (з 1934 року — Кіровський завод) . Після арешту колишнього керівництва заводу у 1938 році був призначений директором.
Будучи директором найбільшого заводу СРСР з виробництва танків, неухильно домагався збільшення їх виробництва, 1939 року запустив у масове виробництво важкі танки «КВ» та низку інших. За перші три місяці німецько-радянської війни Кіровський завод випустив танків КВ-1 більше, ніж за період з січня по червень 1941 року.
Керував Кіровським заводом при прориві ворожих військ до околиць Ленінграда та на початку блокади цього міста; одночасно, з жовтня 1941 року, працював заступником Народного комісара танкової промисловості СРСР. Провів евакуацію Кіровського заводу до Челябінська і в найкоротші терміни розгорнув виробництво важких танків «КВ» на підприємстві, де з початку 1941 року відбувався випуск танків.
У лютому 1942 року призначений на посаду директора танкового заводу № 183 імені Комінтерну в Нижньому Тагілі (Свердловська область). Організував виробництво танків Т-34 та за 33 дні перебудував завод на випуск нової моделі танків. У мирний час таке завдання вирішувалося не менш як за рік.
З 1 липня 1942 року по 28 червня 1943 року обіймав посаду Народного комісара танкової промисловості СРСР. Потім був звільнений з посади і знову призначений на посаду директора Кіровського заводу в Челябінську, змінивши Мойсея Длугача . Того ж таки 1943 року на заводі почали випускати нові танки ІС-2 . За час війни Кіровський завод випустив 18 тисяч танків та САУ, 45 000 танкових двигунів, освоїв виробництво 13 типів танків та САУ та шести типів танкових двигунів.
Генерал-майор інженерно-танкової служби (з 21 січня 1945 року).
Керував заводом у Челябінську до липня 1949 року. У вересні 1949 року був виключений із лав ВКП(б). За його твердженням, причиною стала його відмова дати свідчення по так званій « Ленінградській справі» проти деяких заарештованих високопоставлених партійних і державних керівників. Сам же він не був заарештований за власною вказівкою Йосипа Сталіна, який пам'ятав його військові заслуги. У документах Ісаака Зальцмана звинувачували у «затягуванні технічного переозброєння заводу», зриві плану випуску тракторів більш ніж на 3000 штук, численні факти «панства», а також «грубе та принизливе ставлення до працівників» .
За іншою версією, основною причиною відставки Зальцмана стало те, що навесні 1949 року на Кіровському заводі в Челябінську не змогли в найкоротші терміни виправити серйозні дефекти в конструкції та технології виробництва важкого танка ІС-4 . Коли травні-червні з'ясувалося, що Зальцман не впорався з найважливішим дорученням, лише тоді ЦК ВКП(б) дали хід компромату, який надійшов на ім'ям Йосипа Сталіна ще наприкінці лютого 1949 року. Таким чином, зловживання і грубість Зальцмана, про які в Москві добре знали і раніше, виявилися лише доповненням до зриву абсолютно секретного завдання танків, але саме про них йшлося в офіційних документах у справі Зальцмана. Звинувачення у зв'язках з «ленінградцями», а точніше поданні їм дорогих подарунків за рахунок заводу, Зальцману висунули лише у серпні-вересні 1949 року, коли в Комісії партійного контролю при ЦК ВКП(б) вирішувалося питання про його партійність .

Могила Ісаака Зальцмана на Богословському цвинтарі Санкт-Петербурга.

Після звільнення з посади працював майстром на машинобудівному заводі в Муромі, потім був переведений до Орла. У 1955 році був відновлений у КПРС . З 1957 року працював у тресті «Ленгосліс». У 1959 році був призначений на посаду директора механічного заводу Ленгорвиконкому .
Депутат Верховної Ради СРСР 2-го скликання (1946—1950).
1986 року вийшов на пенсію. Жив у Ленінграді, де й помер 17 липня 1988 року. Похований на Богословському цвинтарі .

## Ушанування пам'яті
- У 1995 році на будівлі заводоуправління Челябінського тракторного заводу було відкрито меморіальну дошку на згадку про Ісаака Мойсейовича Зальцмана.
- 2007 року в Челябінську ім'я Ісаака Зальцмана присвоєно вулиці у Тракторозаводському районі.
- У грудні 2014 року в Челябінську в льодовій арені «Трактор» вивішено прапор-прапор із портретом Ісаака Зальцмана та написом «ЗАСНОВНИК КОМАНДИ»
- Сквер Ісаака Зальцмана на проспекті Страйків (у будинку № 62) у Санкт-Петербурзі .[6][7][8]

## Родина
- Дружина (з 1928 року) — Хана Йосипівна Бронштейн (1903—1975), випускниця Агрономічного інституту; працювала на гідролізному заводі.
  - Син Леонід (кандидат технічних наук) та донька Тетяна.
- Сестра (нар. 1909) — Марія Мойсеївна Зальцман. Була репресована[9] .

## Нагороди і премії
- Герой Соціалістичної Праці (19.9.1941) — за видатні заслуги у забезпеченні Червоної армії танковою технікою у важких умовах воєнного часу
- три ордени Леніна
- орден Суворова І ступеня
- орден Кутузова II ступеня
- два ордени Трудового Червоного Прапора
- орден Червоної Зірки
- Сталінська премія першого ступеня (1946) — за докорінне вдосконалення технології та організацію високопродуктивного потокового методу виробництва важких танків

## Твори
- Зальцман И. М. Опыт изготовления и монтажа стальных штампованных нагревательных приборов. — Л.: Б.и., 1961. — 24 с.
- Зальцман И., Эдельгауз Г. Вспоминая уроки Танкограда // Коммунист. — 1984. — № 16. — С. 76—87.